# Adobe FrameMaker
Adobe FrameMaker – oprogramowanie do komputerowego składu i łamania tekstu produkowane przez firmę Adobe. Jest użyteczny zwłaszcza do obszernych, wewnętrznie powiązanych dokumentów. Chociaż jego rozwój w ostatnich latach jest mniej dynamiczny, dodano do niego m.in. obsługę SGML-a i XML-a, dzięki czemu znajduje zastosowanie również w nowych formach prezentacji publikacji.

## Historia
FrameMaker powstał jako alternatywa jedynego liczącego się wówczas programu do składu – Interleafa. W początkowym okresie konkurował również z Venturą Publisher. Pierwszą wersję wydała w 1986 r. założona przez jego twórców firma Frame Technology Corp. tylko dla systemów UNIX-owych. Od 1990 r. dostępny również dla systemów Macintosh (do wersji 7.0 wydanej w 2002 r.), a od 1992 r. – także Windows. W 1995 r. producent programu został wykupiony przez Adobe Systems. W tym roku po raz pierwszy obsługa SGMLa pojawiła się wewnątrz programu (choć w wersjach 5 i 6 były to oddzielne wersje +SGML). W 1998 r. ukazała się jedyna wersja dostępna dla systemu Linux. W wersji 7.0 z 2002 r. dodano obsługę XML-a, a w 7.1 z 2003 r. – m.in. możliwość importu dokumentów QuarkXPress i PageMaker’a. W 2005 r. wyszła najnowsza wersja 7.2 w pakiecie z WebWorksem oraz Adobe Distillerem (dla środowiska Windows). Wydana w 2007 r. wersja 8.0 wprowadziła m.in. obsługę Unikodu, Flasha oraz obiektów 3D. W 2009 r. wyszła wersja 9.0, która oprócz zmienionego interfejsu obsługuje więcej rodzajów plików oraz współpracuje z systemami zarządzania treścią. Dostępna od 2011 r. wersja 10.0 umożliwia współpracę z kolejnymi systemami zarządzania treścią. Wersja 11 (2012 r.) ma wsparcie m.in. XSLT, XPath, elementów wideo.

## Możliwości i zastosowania
FrameMaker znajduje zastosowania przy obróbce obszernych dokumentacji mających kilkaset czy kilka tysięcy stron. Ma możliwość użycia tekstów warunkowych (conditional text), dzięki czemu na bazie tych samych dokumentów tworzone są różne wyjściowe wersje publikacji. Pozwala na stworzenie powiązań (odnośników) między różnymi dokumentami, które mogą później funkcjonować np. jako odnośniki (linki) w pliku PDF. Wadą (do wersji 7.2 włącznie) było nierozpoznawanie fontów unikodowych (problem rozwiązuje doinstalowanie np. programu WGL Assistant), jednak zaletą lepsza niż u wielu konkurentów obsługa języków środkowoeuropejskich i azjatyckich (choć bez wsparcia słownikowego). Inne użyteczne funkcje to edytor równań czy możliwość umieszczania różnych rodzajów znaczników i na ich podstawie tworzenia indeksów. Program ma opcję zapisu dokumentów w formacie MIF (tekstowy plik ASCII), który pozwala na przenoszenie ich między poszczególnymi wersjami lub import i eksport tekstów. Natomiast ograniczona liczba funkcji graficznych sprawia, że staje się mniej użyteczny do składu dokumentów wielobarwnych. Możliwości programu rozszerza aplikacja FrameScript służąca do uruchamiania stworzonych przez użytkowników makr (skryptów).